# Militära grader i Moldavien
Militära grader i Moldavien visar den hierarkiska ordningen hos Moldaviens väpnade styrkor.

## Officerare
| Grad (på rumänska) | General de corp de armată | General de divizie | General de brigadă | Colonel | Locotenent-colonel | Maior | Căpitan | Locotenent-major | Locotenent | Cursant  |
| På svenska         | armégeneral               | divisionsgeneral   | brigadgeneral      | överste | överstelöjtnant    | major | kapten  | överlöjtnant     | löjtnant   | aspirant |
| ------------------ | ------------------------- | ------------------ | ------------------ | ------- | ------------------ | ----- | ------- | ---------------- | ---------- | -------- |
| Armén              |                           |                    |                    |         |                    |       |         |                  |            | –        |
| Flygvapnet         |                           |                    |                    |         |                    |       |         |                  |            | –        |

Källa:

## Övriga
| Grad (på rumänska) | Plutonier-adjutant      | Plutonier-major    | Plutonier      | Sergent-major | Sergent  | Sergent-interior | Caporal | Soldat |
| På svenska         | militärmästare-adjutant | övermilitärmästare | militärmästare | översergeant  | sergeant | undersergeant    | korpral | soldat |
| ------------------ | ----------------------- | ------------------ | -------------- | ------------- | -------- | ---------------- | ------- | ------ |
| Aremén             |                         |                    |                |               |          |                  |         |        |
| Flygvapnet         |                         |                    |                |               |          |                  |         |        |

Källa: